# Halit Deringör
Halit Deringör (Isztambul, 1922. július 17. – 2018. március 14.) válogatott török labdarúgó, csatár.

## Pályafutása

### Klubcsapatban
1937-ben a Fenerbahçe korosztályos csapatában kezdte a labdarúgást. 1942-ben mutatkozott be az első csapatban, ahol három bajnoki címet szerzett az együttessel. 1952-ben fejezte be az aktív labdarúgást.

### A válogatottban
1948 és 1950 között öt alkalommal szerepelt a török válogatottban és két gólt szerzett. A válogatott csapattal részt az 1948-as londoni olimpián.

## Sikerei, díjai
Fenerbahçe SK
- Török bajnokság
  - bajnok (3): 1943–44, 1944–45, 1949–50

## Statisztika

### Mérkőzései a török válogatottban
| Törökország | Törökország       | Törökország                        | Törökország | Törökország | Törökország | Törökország | Törökország | Törökország |
| #           | Dátum             | Helyszín                           | Hazai       | Eredmény    | Vendég      | Kiírás      | Gólok       | Esemény     |
| ----------- | ----------------- | ---------------------------------- | ----------- | ----------- | ----------- | ----------- | ----------- | ----------- |
| 1.          | 1948. április 23. | Athén, Leofóru Alexándrasz Stadion | Görögország | 1 – 3       | Törökország | barátságos  | -           | becserélve  |
| 2.          | 1948. május 30.   | Isztambul, Dolmabahçe Stadion      | Törökország | 0 – 1       | Ausztria    | barátságos  | -           |             |
| 3.          | 1950. május 28.   | Isztambul, Dolmabahçe Stadion      | Törökország | 6 – 1       | Irán        | barátságos  | 1           | 21' 83'     |
| 4.          | 1950. október 28. | Tel-Aviv, Makkabi stadion          | Izrael      | 5 – 1       | Törökország | barátságos  | -           |             |
| 5.          | 1950. december 3. | Isztambul, Dolmabahçe Stadion      | Törökország | 3 – 2       | Izrael      | barátságos  | 1           | 41'         |
|             | Összesen          |                                    |             | 5           | mérkőzés    |             | 2           | gól         |